# Ellerton (East Riding of Yorkshire)
Ellerton – wieś w Anglii, w hrabstwie East Riding of Yorkshire. Leży 42 km na zachód od miasta Hull i 266 km na północ od Londynu.